# 枢德
枢德，又译四德、四枢德、基本美德、基本德行、四元德、樞要德。基督教神学將伦理道德归纳为四种基本道德、五种品德與七种美德，即：禮德（理智）(Sobriety / Wisdom)、智德（信智）(Prudence)、信德（誠實）(Faith)、仁德（倫理）(Kindness)、义德（正義）(Justice)、勇德（勇敢）(Fortitude)和节德（节制）(Temperance / Patience)。

## 說明
對柏拉圖來說，靈魂是由理性、意志、慾望構成。他認為三者分別藏在人體的頭部、胸部和腹部，這是靈魂三分說。
當三者運作和諧時，便會產生出智慧、勇氣和節制的德性。而智慧、勇氣和節制亦互相配合時，就能產生出正義。這四項就是希臘所稱的四樞德。